# 熊本南警察署
熊本南警察署（くまもとみなみけいさつしょ）は、熊本県警察所管の警察署である。

## 所管区域
- 熊本市
  - 南区全域
  - 西区（池上・小島・春日・河内・白坪・城山・城西・高橋・中島・古町・松尾北・松尾西・松尾東・芳野校区）
  - 中央区（一新・向山・五福・春竹・本荘校区）

## 所在地
- 熊本市南区十禅寺三丁目3番28号

## アクセス
- JR豊肥本線 平成駅
- 九州産交バス 十禅寺町バス停

## 沿革
- 1896年（明治29年）4月 - 飽託郡春日村に熊本南警察署の前身にあたる飽託郡警察署開署。
- 時期不明　 - 熊本市世安町に移転
- 1986年（昭和61年）12月 - 熊本南警察署庁舎の老朽化及び狭隘化により、世安町から現在地の十禅寺町へ移転。
- 2008年（平成20年）10月6日 - 松橋警察署（現・宇城警察署）から旧・下益城郡富合町の熊本市編入、同町区域の管轄を熊本南警察署へ移管。
- 2018年（平成30年）4月1日 - 熊本都市圏の警察署再編[1]に伴い、宇城警察署から熊本市南区城南町区域の管轄を熊本南警察署へ移管。

## 交番・駐在所
| 名称           | 読み                 | 所在地                      |
| -------------- | -------------------- | --------------------------- |
| 本荘交番       | ほんじょう           | 熊本市中央区本荘4丁目7-20   |
| 本山交番       | もとやま             | 熊本市中央区本山町148-8     |
| 熊本駅交番     | くまもとえき         | 熊本市西区春日2丁目8-8      |
| 西大橋交番     | にしおおはし         | 熊本市西区野中3丁目1-39     |
| 新町交番       | しんまち             | 熊本市中央区新町2丁目12-28  |
| 川尻交番       | かわしり             | 熊本市南区川尻1丁目5-84     |
| 西熊本駅前交番 | にしくまもとえきまえ | 熊本市南区刈草1丁目1-66     |
| 幸田交番       | こうだ               | 熊本市南区御幸笛田1丁目2-46 |
| 島崎交番       | しまさき             | 熊本市西区島崎5丁目3-12     |
| 城南交番       | じょうなん           | 熊本市南区城南町下宮地455-5 |
| 小島駐在所     | おしま               | 熊本市西区小島5丁目18-26    |
| 中島駐在所     | なかしま             | 熊本市西区中島町685         |
| 松尾駐在所     | まつお               | 熊本市西区西松尾町4410-15   |
| 河内駐在所     | かわち               | 熊本市西区河内町船津2032-6  |
| 飽田駐在所     | あきた               | 熊本市南区会富町1422-2      |
| 天明駐在所     | てんめい             | 熊本市南区奥古閑町1675-1    |
| 富合駐在所     | とみあい             | 熊本市南区富合町清藤454-2   |

## その他
- 世安町にあった旧南署庁舎は翌年・1987年（昭和62年）に建物を再利用して、隣の熊本日日新聞の施設『新聞博物館』を開設するが、施設の老朽化と熊本市上通にあった本社周辺の再開発によって本社機能を世安町に全面移転、旧南署庁舎は取り壊し新たに『熊本日日新聞社・新本社屋』となる